# Fraud-Analyst
Der Fraud-Analyst (englisch für Betrugs-Analyst), auch Fraud Analyst, ist eine US-amerikanische Berufsbezeichnung neben dem Fraud Manager, dem Fraud Administrator und dem Fraud Investigator.
Aufgabe eines Fraud-Analysten ist die zumeist komplexe Analyse von Zusammenhängen beim Missbrauch von Daten, Berechtigungen, Technologien oder unbekannten Ressourcen, insbesondere in Sektoren der Telekommunikation und bei der Anwendung des Internets.

## Einsatzgebiet
Der Fraud-Analyst ist im herkömmlichen Sinne ein Berufsdetektiv, der sich durch analytische Fähigkeiten und Gespür für kriminelle Intelligenzleistungen, insbesondere bei der Anwendung der „neuen Technologien“, für seinen Auftraggeber engagiert. Der Fraud-Analyst erbringt hochqualitative Dienstleistungen, die auf einem besonderen Vertrauensverhältnis zu seinen Kunden beruhen. Infolge geprüfter und sicherer Rechtskenntnisse verfügt der Fraud-Analyst über funktionelle Beratungskompetenz. Fraud-Analysten sind dem Gesetz und ihrem ausgesprochen hohen Berufsethos verpflichtet. Sie vertreten ausschließlich die Interessen ihres Kunden. Vor Gericht genießen Fraud-Analysten den Status eines neutralen und besonders glaubwürdigen, sachverständigen Zeugen. Fraud-Analysten arbeiten eng mit Sicherheitsabteilungen in Unternehmen zusammen. Diese Zusammenarbeit dient der Schaffung von informationstechnischen Grundlagen, Übernahme von Anwenderwissen im Hard- und Softwarebereich sowie der Teamarbeit bei der Analyse von Missbrauchsszenarien oder vorliegendem Betrugsverdacht. Dabei ist der Fraud-Analyst zumeist in den Unternehmen angestellt (Sachbearbeiter für Betrugsanalyse/-vermeidung) oder ein selbstständiger Gewerbetreibender.

## Berufsgruppe
Fraud-Analysten rekrutieren sich aus spezifischen Berufsgebieten:
Wirtschaftsprüfer, Steuerberater, vereidigte Buchprüfer, Diplom-Informatiker, Informatikkaufleute, -assistenten, IT-System-Kaufleute, Datenverarbeitungskaufleute, Juristen, Ass. jur., Diplom-Betriebswirte, Diplom-Kaufleute, Finanzwirte, -assistenten, Beamte bei Strafverfolgungsbehörden, Bankkaufleute, -fachwirte, Versicherungskaufleute.
Der fachkundige Fraud-Analyst ist ausgebildet im Bereich der Informationssicherheit und dem Datenschutz.

## Ähnliche Berufe
- IT-Security-Manager
- Data-Warehouse-Analyst
- Financial-Analyst
- Risk-Manager[1]